# A magas fűben (film)
A magas fűben (eredeti cím: In the Tall Grass) 2019-ben bemutatott kanadai természetfeletti horror-filmdráma, amelyet Vincenzo Natali írt és rendezett. A film Stephen King és Joe Hill azonos című 2012-es novellája alapján készült. A főszereplők Harrison Gilbertson, Laysla De Oliveira, Avery Whitted, Will Buie Jr., Rachel Wilson és Patrick Wilson.
A projekt 2015 elején kezdődött, de több évig nem sikerült megkezdeni a forgatást. 2018 májusában a Netflix video streaming bejelentette, hogy megvásárolta a filmjogokat Natali rendezővel, aki az adaptált forgatókönyv megírásában is részt vett. Forgatása 2018. július 30-án kezdődött Torontóban (Ontario) és 2018. szeptember 14-én fejeződött be.
Világpremierje a Fantastic Fesztiválon volt 2019. szeptember 20-án, majd október 4-én adta ki a Netflix.
Általánosságban vegyes értékeléseket kapott a kritikusoktól, sokan dicsérték az alakításokat, a hangulatot és a regényhez való hűséget, de kritizálták annak következetlen tónusát és párbeszédét.

## Szereplők
| Szerep           | Színész             | Magyar hang |
| ---------------- | ------------------- | ----------- |
| Travis McKean    | Harrison Gilbertson |             |
| Becky DeMuth     | Laysla De Oliveira  |             |
| Cal DeMuth       | Avery Whitted       |             |
| Tobin Humboldt   | Will Buie Jr.       |             |
| Natalie Humboldt | Rachel Wilson       |             |
| Ross Humboldt    | Patrick Wilson      |             |

## A film készítése
A kezdeti produkciós bejelentés mellett kijelentették, hogy James Marsden tárgyalásokat folytatott a film főszerepérről. 2018. augusztus 7-én bejelentették, hogy Marsden ütemezési konfliktusok miatt távozott a projekttől, és Patrick Wilson lépett a helyére. Továbbá arról számoltak be, hogy Laysla De Oliveira, Harrison Gilbertson, Avery Whitted, Rachel Wilson és Will Buie Jr. is csatlakozott a színészgárdához.

## Megjelenés
A film világpremierje a Fantastic Fesztiválon volt 2019. szeptember 20-án, majd 2019. október 4-én a Netflixen közvetítették.